# Hợp Giang, Lô Châu
Hợp Giang (chữ Hán giản thể: 合江县, Hán Việt: Hợp Giang huyện) là một huyện thuộc địa cấp thị Lô Châu, tỉnh Tứ Xuyên, Cộng hòa Nhân dân Trung Hoa. Huyện Hợp Giang có diện tích 2422 km2, dân số năm 2002 là 840.000 người.
Huyện Hợp Giang được chia thành 17 trấn và 12 hương.
- Trấn: Hợp Giang, Tiên Thị, Bạch Sa, Dong Sơn, Bạch Lộc, Cam Vũ, Tiên Than, Tự Hoài, Cửu Chi, Phượng Minh, Vọng Long, Phật Âm, Nghiêu Bá, Ngũ Thông, Đại Kiều.
- Hương: Thiên Đường Bá, Thạch Long, Mật Khê, Bạch Mễ, Tham Ngọc, Tiêu Than, Nhị Lý, Toả Khẩu, Thực Lục, Hổ Đầu, Dong Tả, Nam Than.